# الكلح الضبي
الكلح عبد الله بن طارق الضبي فارس من فرسان العرب وأبطالهم، شهد الفتوح الإسلامية في زمن الخلفاء الراشدين، وكان من الفرسان الذين حموا انسحاب المسلمين بعد معركة الجسر مع عاصم بن عمرو التميمي والمثنى بن حارثة الشيباني سنة 13 هـ. شهد أيضاً معركة القادسية وكان من أهل البلاء فيها. وفي عام 16 هـ اشترك مع عاصم بن عمرو التميمي في معركة المدائن القصوى، وشهد المشاهد مع القعقاع بن عمرو التميمي في فتوح العراق.

## اسمه ونسبه
لقبه الكلح واسمه عبد الله بن طارق بن عثم بن نعيم الضبي من قبيلة ضبة.